# Dionisio Jacob
Dionisio Jacob (São Paulo, 1951) es un escritor y dibujante brasileño. Es hijo de guionistas brasileños que trabajaban adaptando clásicos de la literatura para la incipiente televisión brasileña. Estudió en la Faculdad de Artes Plásticas y ha trabajado como guionista de programas tanto infantiles como juveninles para la televisión de Brasil.
En la década de 1970 fue uno de los fundadores del grupo de teatro Pod Minoga y, en 2002, recibió el Premio Jabuti, en la categoría de novela, por el libro A Utopia Burocrática de Máximo Modesto.

## Obras
- A flauta mágica
- Detetive Siqueira em O Panfleto
- O hipnótico Berlioz
- A fenda do tempo
- A Lenda de Abelardo
- O Rei Borboleta
- Um dia maluco
- A espada e o novelo
- Assombros urbanos
- Zarp vai longe
- A utopia burocrática de Máximo Modesto